# Krystyna Rysiakiewicz

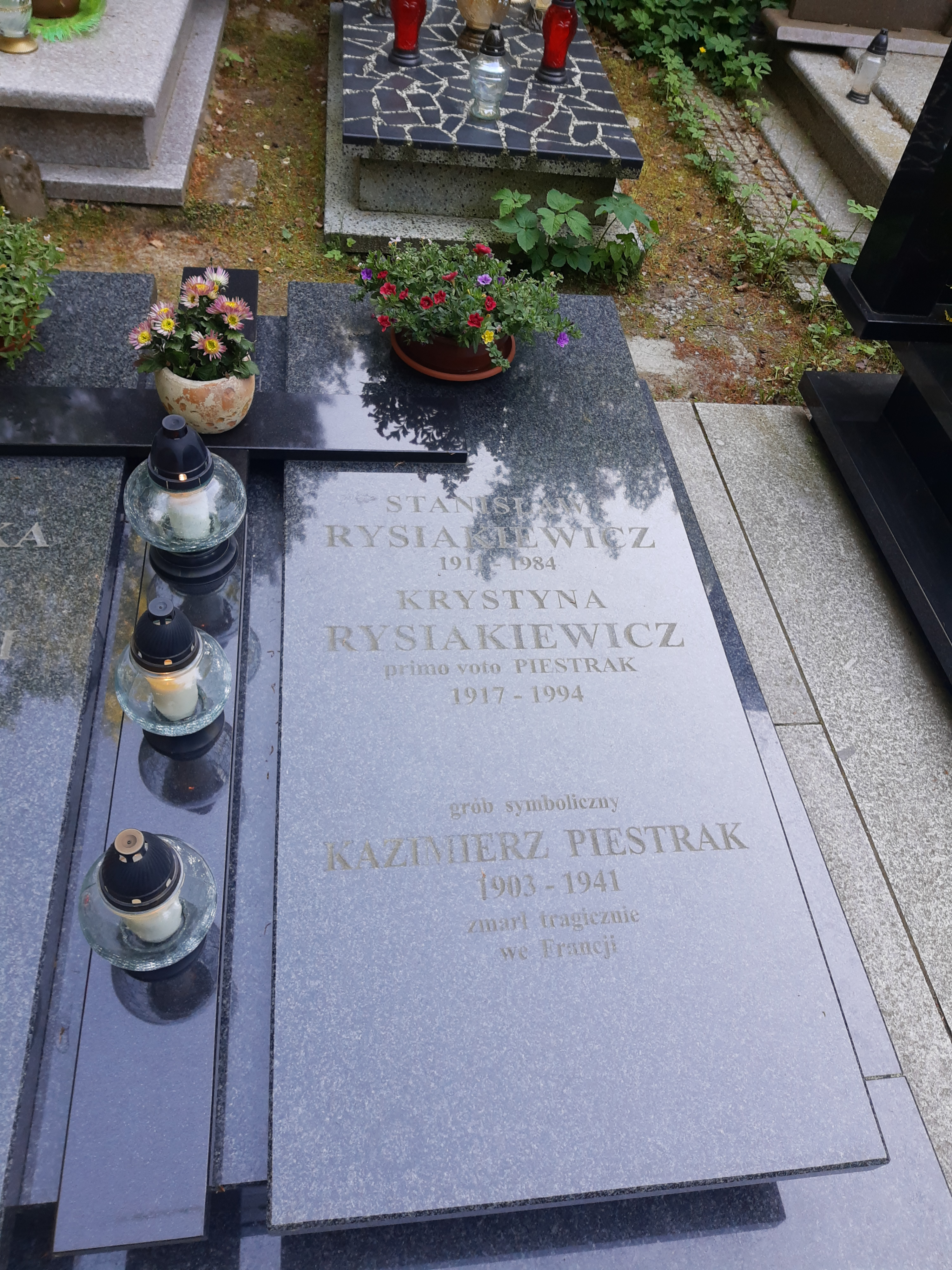
Grób Krystyny Rysiakiewicz na cmentarzu Witomińskim

Krystyna Piestrak-Rysiakiewicz (ur. 3 marca 1917, zm. 28 października 1994 w Warszawie) – polska bibliotekarka, dyrektor Miejskiej Biblioteki Publicznej w Sopocie.

## Życiorys
Egzamin maturalny zdała w 1935. Pierwsze lata powojenne przepracowała w Katowicach, w Centralnym Zarządzie Przemysłu Węglowego. W 1947 osiadła w Gdyni. Przez dwa lata prowadziła sklep papierniczy wraz z prywatną wypożyczalnią książek; w 1949 zmuszona była działalność zakończyć, przekazała wówczas księgozbiór Miejskiej Bibliotece Publicznej w Gdyni. Zdobyła w tym czasie kwalifikacje bibliotekarskie (ukończyła Roczny Korespondencyjny Kurs Bibliotekarski Związku Bibliotekarzy i Archiwistów Polskich oraz kursy bibliotekarskie w Jarocinie) i w 1952 została kierowniczką filii nr 7 gdyńskiej Miejskiej Biblioteki Publicznej, nieodległej od siedziby jej dawnej wypożyczalni; zyskała uznanie organizowaniem popularnych imprez bibliotecznych – odczytów, spotkań z ciekawymi ludźmi, wieczorów bajek dla dzieci. Od 1953 kierowała Działem Sieci Bibliotek dla Dorosłych Miejskiej Biblioteki Publicznej w Gdyni, przyczyniając się do tworzenia nowych placówek i tym samym rozwijania sieci filialnej.
W 1965 została kierownikiem (potem dyrektorem) Miejskiej Biblioteki Publicznej w Sopocie. Również na tym stanowisku była rzeczniczką rozwoju sieci bibliotek i tworzenia filii lub punktów bibliotecznych w nowych dzielnicach Sopotu. W 1972 kierowanej przez niej bibliotece nadano imię Józefa Wybickiego. Przyczyniła się do uczynienia z sopockiego bibliotekarstwa jednej z wiodących instytucji kulturalnych ówczesnego województwa gdańskiego. Była dyrektorem biblioteki do przejścia na emeryturę w 1977.
Krystyna Rysiakiewicz udzielała się także w działalności stowarzyszeniowej, przewodniczyła zarządowi Oddziału Trójmiasto Stowarzyszenia Bibliotekarzy Polskich. W 1966 została delegatką województwa gdańskiego na Kongres Kultury Polskiej w Warszawie. Była odznaczona m.in. Krzyżem Kawalerskim Orderu Odrodzenia Polski, Srebrnym Krzyżem Zasługi, odznakami Stowarzyszenia Bibliotekarzy Polskich, Zasłużonego Działacza Kultury, Zasłużonym dla Ziemi Gdańskiej. 
Była dwukrotnie zamężna. W 1935 wyszła za Kazimierza Piestraka, inżyniera górnika, zmarłego tragicznie na początku II wojny światowej; miała z nim dwóch synów. W 1947 została żoną Stanisława Rysiakiewicza, z którym prowadziła wspomniany sklep papierniczy i wypożyczalnię książek.
Zmarła 28 października 1994 w Warszawie, pochowana została na cmentarzu Witomińskim w Gdyni (kwatera 75-14-36_2). 